# 兴都留守司
兴都留守司，是明朝在兴都承天府（今湖北省钟祥市）设置的军事官署。
嘉靖十八年（1539年），明世宗在荆州设立兴都留守司。设留守、左右副留守各一，掌管防护显陵。显陵是明宪宗第四子、明世宗父亲朱祐杬的陵墓。管辖显陵、承天二卫。